# Camera bianca

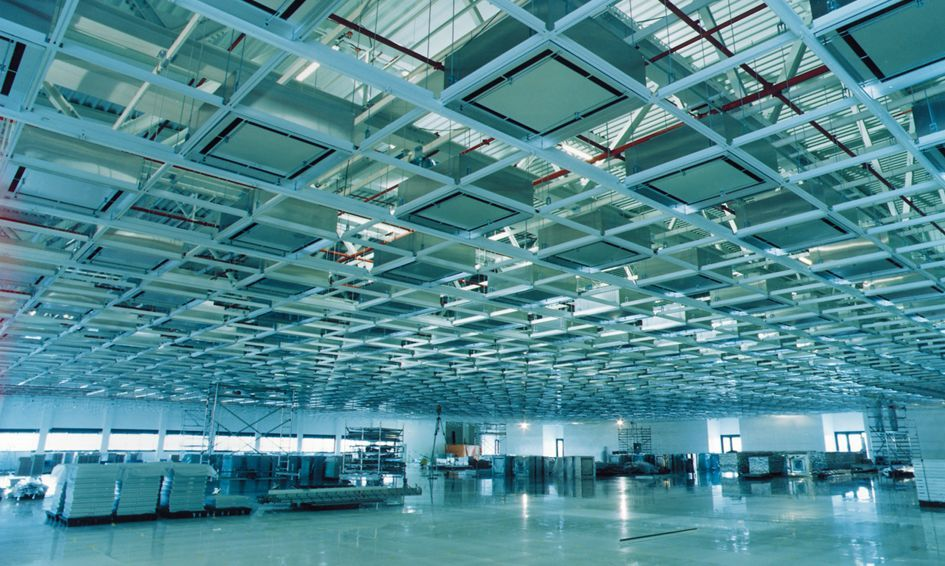
Una vasta camera bianca (in costruzione) in un'industria di microelettronica e semiconduttori

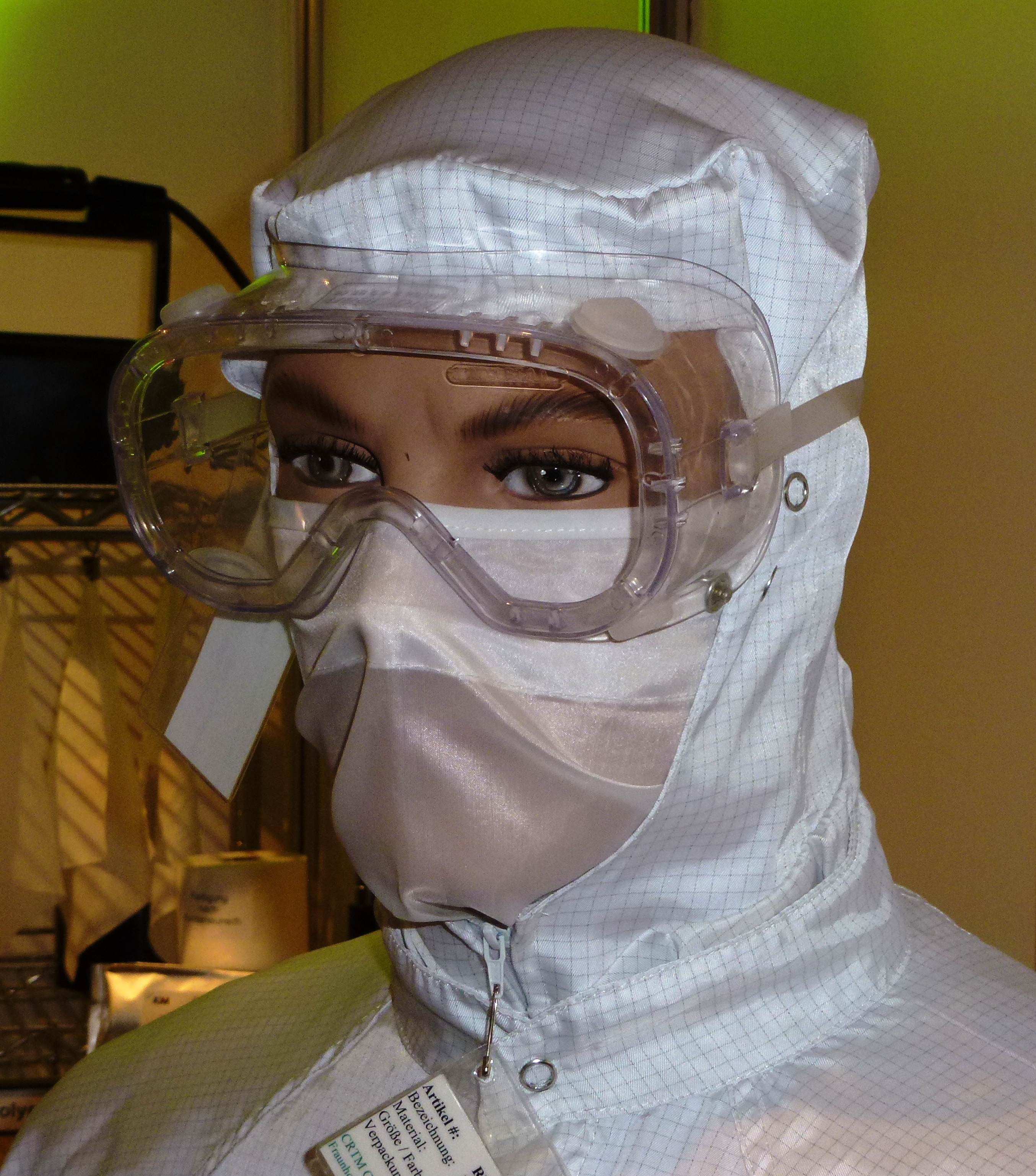
Una tipica protezione del capo per camera bianca

La camera bianca, detta anche laboratorio pulito, è un ambiente adibito a laboratorio chimico, meccanico e/o elettronico la cui caratteristica principale è la presenza di aria molto pura, cioè a bassissimo contenuto di microparticelle di polvere in sospensione.
Il termine utilizzato in italiano è "camera bianca", sebbene quello inglese di "cleanroom" (diffuso a livello internazionale) sia ampiamente utilizzato. Si tratta di una stanza ad atmosfera controllata (pressione atmosferica, umidità ed inquinamento particellare), da non confondere però con la camera iperbarica (pressione controllata) o con le camere sterili (microbiologicamente controllate) o con le camere anecoiche che invece schermano segnali elettromagnetici o sonori.

## Descrizione
I pionieri di questa tecnologia sono stati gli statunitensi, per questo la prima legge di classificazione delle cleanrooms è nata negli Stati Uniti (US Federal Standard 209E). Le origini sono da attribuire alle prime industrie di microelettronica, ed in particolare per la lavorazione dei semiconduttori (come il silicio), che, avendo sempre più bisogno di incrementare sia l'efficienza di produzione che la qualità dei prodotti in termini di purezza, hanno sempre più spinto verso lo sviluppo delle camere bianche.
Infatti, nel processo di produzione dei semiconduttori, le particelle in sospensione nell'aria (micro-polvere) vanno a danneggiare irreparabilmente le micro-fotoincisioni che formano i chip, creando un circuito elettronico difettoso e quindi uno scarto. Questo processo industriale ha imposto il miglioramento degli ambienti di produzione, eliminando le particelle dall'aria, per due scopi: incremento dell'efficienza della produzione, aumentando il rendimento di qualità, ed esigenza del produttore (ovviamente basato sulla richiesta di mercato) nel rimpicciolire sempre più l'area di fotoincisione dei semiconduttori (basti pensare ai supporti di memoria USB che, in pochi anni, sono passati da 16 MB a 16 GB senza cambiare le dimensioni esterne).
La classificazione delle camere bianche si basa sul conteggio delle microparticelle da 0,5 µm in un volume definito di aria (per la legge statunitense è un piede cubo, per la UNI è un metro cubo). Questa classificazione o "certificazione" viene rilasciata dal costruttore una volta messa in funzione la camera, mediante un contatore particellare. Meno particelle vengono conteggiate, più "pulita" è la camera bianca e minore è la classe di appartenenza (ISO-5 ISO-6 ecc.).
Per fare un paragone, in un ufficio normale conteremmo qualche milione di particelle da 0,5 µm. In un locale pubblico sono presenti anche 4-5 milioni di particelle. In una acciaieria in produzione potremmo misurarne quasi 10 milioni.

### Funzionamento
Il funzionamento di una camera bianca si basa in sostanza sul principio di ricircolo forzato di aria super-filtrata in una stanza sigillata.
Il sistema che provvede a questo è costituito da grandi ventilatori operanti a bassa velocità, che immettono nella stanza attraverso il soffitto un flusso laminare di aria precedentemente filtrata attraverso poderosi filtri HEPA posizionati all'esterno della stessa, ed aspirata attraverso griglie poste sul pavimento.
La purezza dell'aria in questi locali è decisamente superiore a quella di una sala operatoria, e quindi le persone che vi lavorano devono indossare camici sterili, copriscarpe, cuffie e mascherine. Nelle camere in cui è richiesta purezza dell'aria molto elevata o totale, l'accesso è consentito solo a personale adeguatamente addestrato.

#### Principi base per i flussi d'aria nelle camere bianche
|  |  |

## Classificazioni

### US FED STD 209E
| Classe  | numero massimo di particelle/ft³ | numero massimo di particelle/ft³ | numero massimo di particelle/ft³ | numero massimo di particelle/ft³ | numero massimo di particelle/ft³ | ISO corrispondente |
| Classe  | ≥0,1 µm                          | ≥0,2 µm                          | ≥0,3 µm                          | ≥0,5 µm                          | ≥5 µm                            | ISO corrispondente |
| 1       | 35                               | 7                                | 3                                | 1                                |                                  | ISO 3              |
| 10      | 350                              | 75                               | 30                               | 10                               |                                  | ISO 4              |
| 100     |                                  | 750                              | 300                              | 100                              |                                  | ISO 5              |
| 1,000   |                                  |                                  |                                  | 1,000                            | 7                                | ISO 6              |
| 10,000  |                                  |                                  |                                  | 10,000                           | 70                               | ISO 7              |
| 100,000 |                                  |                                  |                                  | 100,000                          | 700                              | ISO 8              |

La US FED STD 209E è stata ufficialmente abolita dal General Services Administration of the US Department of Commerce il 29 novembre 2001, ma è ancora usata.

### ISO 14644-1
| Classe | numero massimo di particelle/m³ | numero massimo di particelle/m³ | numero massimo di particelle/m³ | numero massimo di particelle/m³ | numero massimo di particelle/m³ | numero massimo di particelle/m³ | FED STD 209E corrispondente |
| Classe | ≥0,1 µm                         | ≥0,2 µm                         | ≥0,3 µm                         | ≥0,5 µm                         | ≥1 µm                           | ≥5 µm                           | FED STD 209E corrispondente |
| ISO 1  | 10                              | 2                               |                                 |                                 |                                 |                                 |                             |
| ISO 2  | 100                             | 24                              | 10                              | 4                               |                                 |                                 |                             |
| ISO 3  | 1.000                           | 237                             | 102                             | 35                              | 8                               |                                 | Classe 1                    |
| ISO 4  | 10.000                          | 2.370                           | 1.020                           | 352                             | 83                              |                                 | Classe 10                   |
| ISO 5  | 100.000                         | 23.700                          | 10.200                          | 3.520                           | 832                             | 29                              | Classe 100                  |
| ISO 6  | 1.000.000                       | 237.000                         | 102.000                         | 35.200                          | 8.320                           | 293                             | Classe 1000                 |
| ISO 7  |                                 |                                 |                                 | 352.000                         | 83.200                          | 2.930                           | Classe 10.000               |
| ISO 8  |                                 |                                 |                                 | 3.520.000                       | 832.000                         | 29.300                          | Classe 100.000              |
| ISO 9  |                                 |                                 |                                 | 35.200.000                      | 8.320.000                       | 293.000                         | Aria nella stanza           |

### BS 5295
|          | numero massimo di particelle/m³ |           |         |        |        |
| Classe   | ≥0,5 µm                         | ≥1 µm     | ≥5 µm   | ≥10 µm | ≥25 µm |
| Classe 1 | 3.000                           |           |         |        |        |
| Classe 2 | 300.000                         |           | 2.000   | 30     |        |
| Classe 3 |                                 | 1.000.000 | 20.000  | 4.000  | 300    |
| Classe 4 |                                 |           | 200.000 | 40.000 | 4.000  |

La BS 5295 Classe 1 richiede anche che le particelle non siano più grandi di 5 µm.

## Impiego
Le camere bianche sono utilizzate nella ricerca industriale e scientifica wafer-fab, industria della microelettronica in genere, nel campo dell'imbottigliamento e alimentare in genere, campo farmaceutico.
In campo elettronico, vengono usate nei casi in cui un componente o un dispositivo possa essere danneggiato dai granelli di polvere presenti nell'aria normale. Un esempio è rappresentato dall'assemblaggio dei dischi rigidi, e nei casi in cui sia necessario aprire il dispositivo per recuperare i dati contenuti o per riparazione (vedi recupero dati). Aprirlo in un ambiente normale renderebbe il disco inutilizzabile in poco tempo; basti pensare che la particella di fumo di una sigaretta ha un diametro maggiore della distanza che c'è fra la testina magnetica di lettura/scrittura e la superficie magnetica del piatto, distanza dell'ordine di poche decine di nanometri.